# Šúštarský historický vodohospodářský systém
Šúštarský historický vodohospodářský systém, persky سازه‌های آبی شوشتر,  je zavlažovací systém z doby Sásánovské říše, jenž byl vybudován v starobylém městě Šúštar, které se nachází na jihozápadě Íránu v provincii Chúzistán. Toto monumentální vodohospodářské dílo bylo v roce 2009 zapsáno na seznam Světového dědictví UNESCO.

## Historie
Město Šúštar, za panování achaimenovské dynastie zvané Šurkutir, bylo pevností, která ležela mezi elamskou metropolí Súsami a Persepolí na Královské cestě, vybudované Dareem I. v 5. století př. n. l.
Ještě za vlády Achaimenovců bylo zahájeno budování systému umělých závlah na místních plantážích cukrové třtiny. Poté, kdy vládu nad tímto územím dnešního Íránu převzali panovníci z dynastie Sásánovců, bylo město Šúštar po roce 260 uměle proměněno v ostrov, obklopený vodními toky Karúnu a Gargaru, které byly propojeny dalšími vodními kanály. 

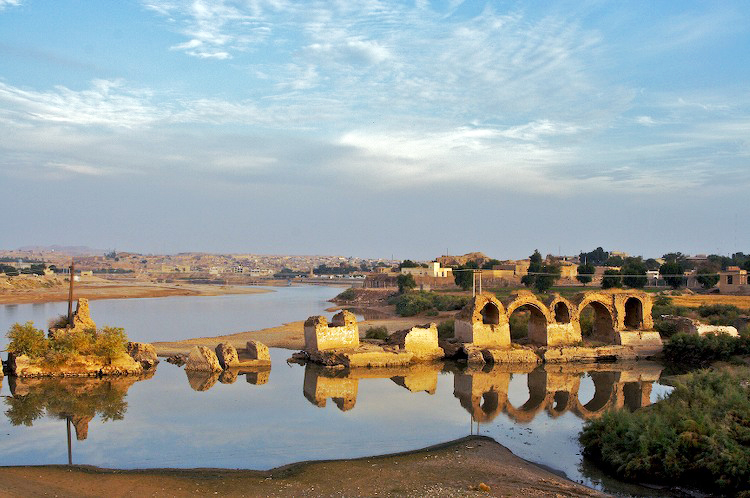
Ruiny Císařova mostu na řece Karún v Šúštaru

Základním stavebním prvkem šúštarského vodohospodářského systému je Band-e Kajsar, persky بند قیصر, v překladu Císařova hráz či Císařova přehrada,někdy též zvaná Pol-e Kajsar (Císařův most) nebo Valerianův most (پل والرین), v dřívějších dobách persky nazývaný též Šadirván. Stavbu, první svého druhu na území Íránu, vybudovali mezi roky 260 – 270 n. l. Římané, ovšem nedobrovolně – jednalo se o příslušníky sedmdesátitisícového římského vojska, které bylo i se svým nejvyšším velitelem císařem Valerianem v roce 260 zajato Peršany v čele s králem Šápúrem I. po bitvě u Edessy (dnešní Şanlıurfa v Turecku). (Další stavbou, kterou museli na příkaz krále Šápura I. římští zajatci vybudovat, bylo město Bišápúr.)

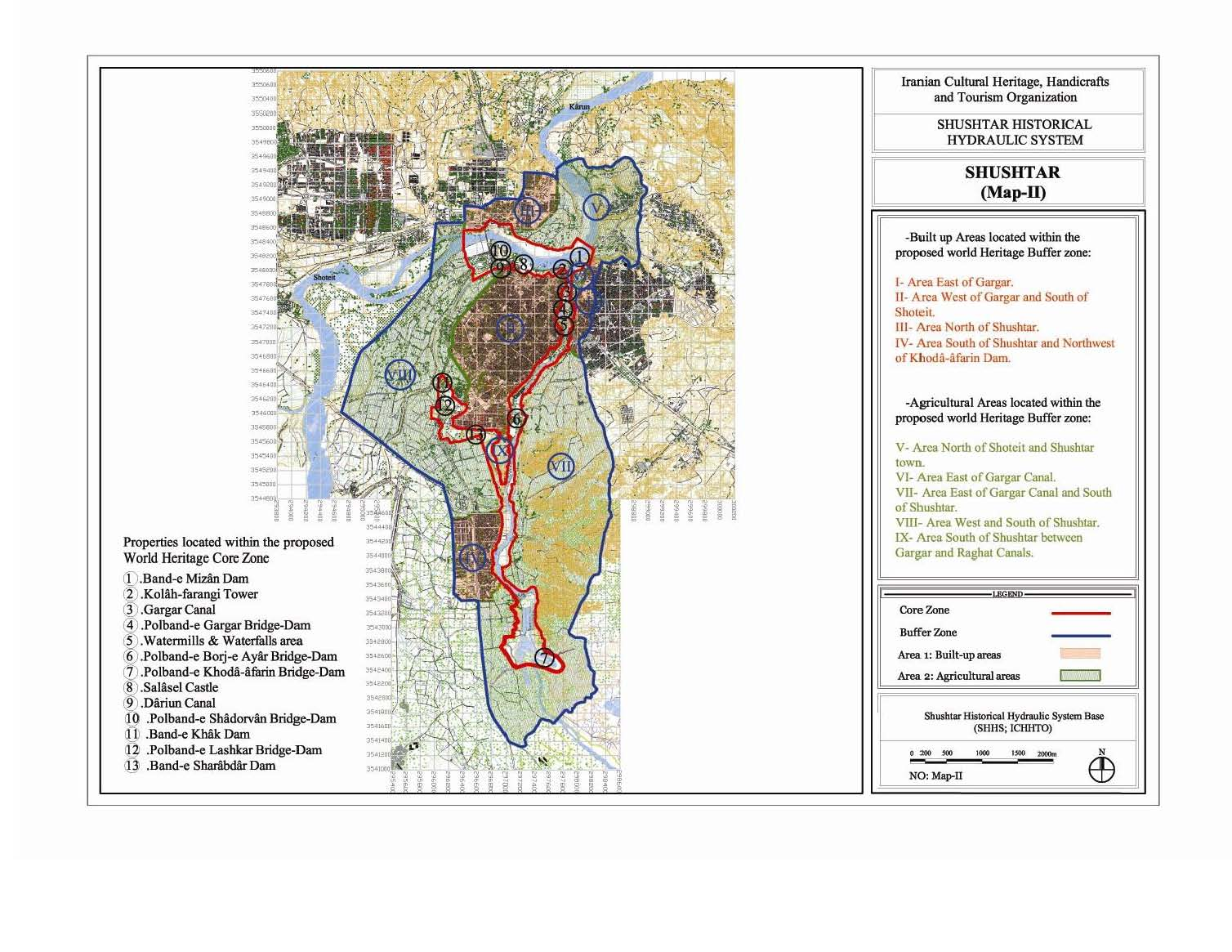
Mapa historického vodohospodářského systému

Band-e Kajsar, toto mimořádné architektonické dílo, které bylo označováno nejen v Persii, ale i v okolním arabském prostředí jako jeden z divů světa, ovlivnilo budování a charakter dalších podobných staveb v celém regionu.    
Římští zajatci kromě Císařova mostu vybudovali jako součást vodohospodářského systému ještě další přehradu Band-e Mizan a kanál Ab-i Gargar. Součástí systému, určeného mimo jiné pro zavlažování zemědělských ploch o rozloze kolem 150 000 ha, byla soustava kanálů a kanátů – podzemních vodních tunelů, dále řada mlýnů a jiných zařízení, sloužících k měření a regulaci průtoku vody.   
Novější zavlažovací systémy byly v okolí Šúštaru budovány ještě za vlády dynastie Safíovců (16.–18. století). Tzv. Císařův most, který kdysi býval součástí dálkové cesty, jež spojovala dvě perské metropole, Pasargady a Ktésifón, sloužil svému účelu jako místní komunikace až do roku 1885. Zároveň od 19. století začalo město Šúštar ztrácet svoje postavení významného zemědělského střediska, i když pak ve 20. století za vlády šáha Mohameda Rezy Pahlavího zde byly vybudovány některé nové zemědělské závody, jako například továrna na zpracování cukrové třtiny.   

## Popis
Band-e Kajsar představuje pozoruhodnou kombinaci římského kamenného obloukového mostu a přehradní hráze, respektive jezu.
Tok Karúnu, nejvodnatější íránské řeky, byl přehrazen 550 metrů dlouhým mostem. Most měl nejméně čtyřicet oblouků, širokých od 6,6 až do 9 metrů a oddělených sloupy, upevněných v pískovcových základech a opatřených vlnolamy. Šíře těchto sloupů byla 5 až 6,4 metrů, což po dokončení mostu/jezu představovalo zúžení profilu koryta řeky zhruba na polovinu. Sloupy byly v určité výšce opatřeny menšími obloukovými otvory pro průtok vody. Samotný práh jezu nebyl příliš vysoký, zato jeho šíře dosahovala 9 až 10 metrů, neboť na něm spočívala celá stavba obloukového mostu.
Při budování mostu byl tok Karúnu odveden stranou a stavba byla realizována na suchém dně řeky. Římané na stavbě použili pro zdivo místní materiál, který spojili a upevnili pomocí malty a železných skob. Jádro stavby bylo vyplněno římským litým zdivem, zvaným opus caementum (nebo též opus caementitium), ne nepodobným dnešnímu betonu. Tato technologie, používaná římskými staviteli, byla do té doby v Persii zcela neznámá.

## Zajímavost
Podzemní vodní tunely v Šúštaru, tzv. kanáty, využili ve 30. letech 7. století Arabové při dobytí města, které pak okupovali po dobu dvou let. 